# Dalmatiërbladroller
De dalmatiërbladroller (Cydia zebeana) is een vlinder uit de familie bladrollers (Tortricidae). De wetenschappelijke naam is voor het eerst geldig gepubliceerd in 1840 door Ratzeburg.
De soort komt voor in Europa.